# Spiro Razatos
Spiro Razatos (né en 1960) est un réalisateur, coordinateur de cascades et cascadeur américain.
Il est connu pour avoir réalisé les cascades de la série mythique Star Trek : Deep Space Nine et Star Trek : Voyager, ainsi que celles du film Star Trek : Insurrection.
C'est en 1994 qu'il produit et réalise le film Class of 2001, suite de Class of 1999 de Mark L. Lester.